# صالحوو (شهرستان یانائولسکی، باشقیرستان)
صالحوو (انگلیسی: Salikhovo, Yanaulsky District, Republic of Bashkortostan) یک شهرک در شهرستان یانائولسکی استان باشقیرستان کشور روسیه است.